# Женская суперлига 2
Женская суперлига 2 (англ. Football Association Women's Championship; c 2018 по 2025 год — Женский чемпионшип) — второй дивизион в системе женских футбольных лиг Англии после Женской суперлиги. Дивизион был основан в 2014 году под названием «Женская суперлига 2» (англ. FA Women's Super League 2, WSL 2), в 2018 году турнир сменил название на «Женский чемпионшип». Начиная с сезона 2025/26 турнир называется «Женская суперлига 2».

## История
Перед началом сезона 2014 года Женская суперлига Футбольной ассоциации была расширена до двух дивизионов, в неё вошли девять новых клубов, а один клуб был переведён из высшего дивизиона во второй дивизион. Таким образом, Женская суперлига 1 (WSL 1) с 2014 года состояла из 8 команд, а Женская суперлига 2 (WSL 2) состояла из 10 команд. В новообразованную Женскую суперлигу 1 был приглашён «Манчестер Сити». «Донкастер Роверс Беллес» выбыл в Женскую суперлигу 2 из высшей лиги, также девять новых лицензий на вступление в этот дивизион получили команды «Лондон Биз», «Дарем», «Астон Вилла», «Миллуолл Лайонессис», «Йовил Таун», «Рединг», «Сандерленд Лейдис», «Уотфорд Лейдис» и «Оксфорд Юнайтед». «Донкастер Роверс Беллес» подал апелляцию на исключение из высшей лиги, которая она была отклонена.
В декабре 2014 года Женская суперлига ФА анонсировала двухлетний план по расширению высшего дивизиона (WSL 1) с восьми до десяти команд, согласно которому две команды выйдут из второго дивизиона (WSL 2), а одна команда высшей лиги отправится в обратном направлении. Также впервые в истории английского женского футбола одна команда из третьего дивизиона (Женской премьер-лиги) выходила во второй дивизион (WSL 2), благодаря чему этот турнир объединял разрозненные ранее части пирамиды женских футбольных лиг Англии.
В сезоне 2016 года в высшем дивизионе (WSL 1) выступало девять команд, а во втором дивизионе (WSL 2) — десять. В сезоне 2017/18 оба дивизиона состояли по десять команд. Дополнительно было принято правило, согласно которому входящие в Женскую суперлигу клубы должны доказать свою кредитоспособность, а также привлечь в среднем не менее 350 зрителей за матч в 2016 году, и не менее 400 в 2017 году.
Перед началом сезона 2018/19 Женская суперлига стала состоять из одного дивизиона, а второй дивизион был переименован в Женский чемпионшип. В каждом из этих дивизионов приняло участие по 11 команд.

## Клубы-участники в сезоне 2025/26
- Бирмингем Сити
- Блэкберн Роверс[англ.]
- Бристоль Сити[англ.]
- Дарем[англ.]
- Ипсвич Таун[англ.]
- Ноттингем Форест[англ.]
- Кристал Пэлас[англ.]
- Ньюкасл Юнайтед[англ.]
- Портсмут[англ.]
- Сандерленд[англ.]
- Саутгемптон[англ.]
- Чарльтон Атлетик[англ.]

## Победители
| Год     | Чемпион                   | 2-е место                 | 3-е место           | Лучший бомбардир                                           | Голы |
| ------- | ------------------------- | ------------------------- | ------------------- | ---------------------------------------------------------- | ---- |
| 2014    | Сандерленд Лейдис         | Донкастер Роверс Беллес a | Рединг              | Фран Керби (Рединг)                                        | 24   |
| 2015    | Рединг                    | Донкастер Роверс Беллес   | Эвертон             | Кортни Суитмен-Керк (Донкастер Роверс Беллес)              | 20   |
| 2016    | Йовил Таун                | Бристоль Сити             | Эвертон             | Иниабаси Умотонг (Оксфорд Юнайтед) Джо Уилсон (Лондон Биз) | 13   |
| 2017    | Эвертон                   | Донкастер Роверс Беллес b | Миллуолл Лайонессис | Кортни Суитмен-Керк (Донкастер Роверс Беллес)              | 9    |
| 2017/18 | Донкастер Роверс Беллес c | Брайтон энд Хоув Альбион  | Миллуолл Лайонессис | Джесс Сигзуорт (Донкастер Роверс Беллес)                   | 15   |
| 2018/19 | Манчестер Юнайтед         | Тоттенхэм Хотспур         | Чарльтон Атлетик    | Джесс Сигзуорт (Манчестер Юнайтед)                         | 17   |

Примечания

Если не указано иное, команды, ставшие чемпионами и занявшие 2-е место, выходили в Женскую суперлигу.
a↑  Команда не вышла в высший дивизион.
b↑  Команда вышла в высший дивизион.
c↑  Команда снялась с турнира и выбыла из дивизиона.